# Contraplonjeu

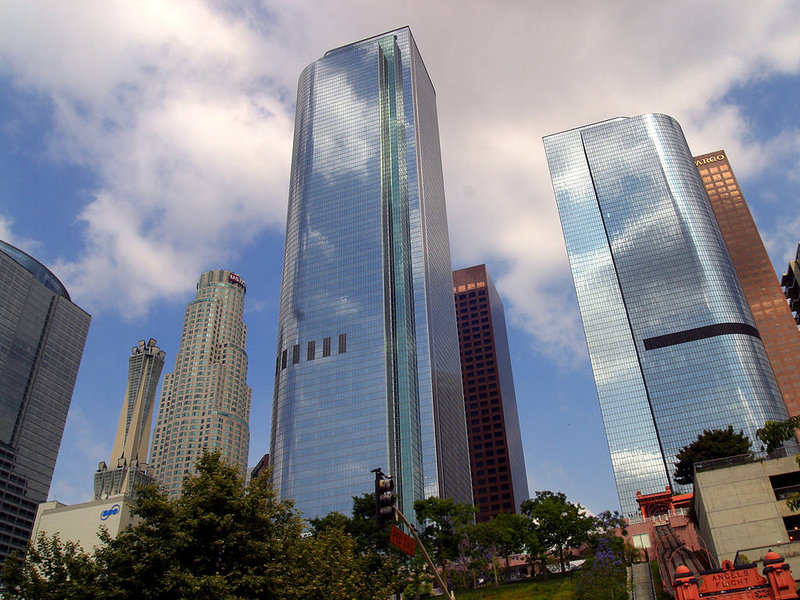
Vedere în contraplonjeu a clădirilor înalte din marile oraşe este sistematică pentru pieton.

Contraplonjeul (din franceză contre-plongée) este o tehnică picturală, fotografică sau cinematografică prin care obiectul reprezentat este observat de jos în sus, ceea ce creează o impresie de forță și de înălțare a sa. Un exemplu al folosirii acestei tehnici este cea a unui adult văzut de un copil. Axul de perspectivă nu este orizontal, ci în pantă ascendentă.
Camera de fotografiat sau de filmat este dirijată dedesubtul sau la baza obiectului, privind la el de jos în sus, făcând ca obiectul reprezentat să pară impunător sau puternic. Contraplonjeul total este realizat atunci când axa optică este perpendiculară pe obiect, la un unghi de vedere de 180° dedesubtul subiectului (spre exemplu fotografierea cerului în timp ce fotograful este culcat pe spate). Antonimul său este «plonjeul total».
Acesta este un unghi de vedere, care este relativ original. Dacă distanța este prea mare, atunci apar probleme de deformare și de accentuare a perspectivelor. În unele situații fotograful sau operatorul video intenționează să obțină acest efect pentru a crea o impresie de superioritate a subiectului reprezentat în lucrarea artistică și o senzație de supunere, de inferioritate sau de disconfort a observatorului. Filmarea dirijată de jos în sus dă o impresie de forță, de înălțare asupra celui care privește.
Unii pictori din perioada Renașterii l-au folosit pentru a descrie o scenă care necesită ridicarea de către oameni a ochilor către cer (de exemplu, în pictura Fecioara cu heruvimi de Andrea Mantegna), coborând punctul de fugă central al perspectivei occidentale, plasat de obicei în centrul tabloului.
Fotografiile sau secvențele filmate în contraplonjeu sunt folosite de obicei în filme pentru a face ca secvența să pară mai dramatică sau dacă cineva se află mai jos și vorbește cu personajul aflat mai sus.

## Exemple celebre în cinematografie
- M (1931) (regizat de Fritz Lang)
- Cetățeanul Kane (regizat de Orson Welles)
- Psycho (regizat de Alfred Hitchcock): casa în care locuiește Norman Bates este filmată de obicei în contraplonjeu.
- Războiul stelelor (regizat de George Lucas)
- Touch of Evil (regizat de Orson Welles)
- The Lady From Shanghai (regizat de Orson Welles)
- The Dark Knight (regizat de Christopher Nolan)
- Full Metal Jacket (regizat de Stanley Kubrick)
- The Untouchables (regizat de Brian De Palma)